# Laminacauda amabilis
Laminacauda amabilis é uma espécie de aranhas araneomorfas da família Linyphiidae encontrada no Peru.  Esta espécie foi descrita pela primeira vez em 1886, pelo biólogo Keyserling.